# Маскута (Илиноис)
Маскута (енгл. Mascoutah) град је у америчкој савезној држави Илиноис. По попису становништва из 2010. у њему је живело 7.483 становника.

## Демографија
Према попису становништва из 2010. у граду је живело 7.483 становника, што је 1.824 (32,2%) становника више него 2000. године.
| Група             | 2000.         | 2010.         |
| Белци             | 5.149 (91,0%) | 6.562 (87,7%) |
| Афроамериканци    | 237 (4,2%)    | 389 (5,2%)    |
| Азијати           | 55 (1,0%)     | 91 (1,2%)     |
| Хиспаноамериканци | 99 (1,7%)     | 210 (2,8%)    |
| Укупно            | 5.659         | 7.483         |